# Breitenmoos
Das Naturschutzgebiet Breitenmoos liegt östlich des Pfarrdorfes Rechtis, einem Gemeindeteil des Marktes Weitnau im Landkreis Oberallgäu im bayerischen Regierungsbezirk Schwaben. Durch den südlichen Bereich verläuft die B 12 und nördlich die St 2056. Südöstlich erstreckt sich das 23,49 ha große Naturschutzgebiet Schönleitenmoos im Wierlinger Forst.

## Bedeutung
Das 85,77 ha große aus drei Teilen bestehende Gebiet mit der Nr. NSG-00489.01 wurde im Jahr 1980 unter Naturschutz gestellt. Das Gebiet ist ein Grundmoränen-Moor mit Bestandstypenvielfalt in typischer und meist vollständiger Zonierung.